# Надлер, Хенрик
Хенрик Надлер (венг. Nádler Henrik,  19 марта 1901 —  12 мая 1944) — венгерский футболист, играл на позиции полузащитника. В составе клуба МТК 7 раз становился чемпионом Венгрии. Игрок национальной сборной Венгрии.

## Клубная карьера
В составе столичного МТК дебютировал 15 февраля 1920 года в игре против «Немзети» (4:0). Застал золотую эру клуба, когда команда 10 сезонов подряд становилась чемпионом Венгрии. Надлер присоединился к шести победам из этой серии в 1920-1925 годах. В 1923 и 1925 годах также получил Кубок Венгрии. Всего в составе клуба выступал на протяжении 11 сезонов. Твердым игроком основы считался в 1922-1927 годах.
После введения профессионализма в 1926 году клуб сменил название на «МТК Венгрия». Седьмой титул чемпиона Надлер завоевал с командой в 1929 году, сыграв в этом сезоне лишь два матча.
Всего в составе МТК-«Венгрии» Надлер сыграл в чемпионате 106 матчей, забил 7 голов и получил 4 удаления. Один поединок на его счету в Кубке Митропы, сыгранный в 1927 году.

## Выступления за сборную
4 июня 1924 года дебютировал в официальных матчах в составе национальной сборной Венгрии в игре против сборной Франции (1:0). В том же году попал в заявку сборной на Олимпийские игры во Франции, но на поле не выходил. Сборная Венгрии во втором раунде неожиданно вылетела потерпев поражение от сборной Египта. В общем сыграл за национальную сборную 7 матчей в 1924-1926 годах.
Во время Второй мировой войны еврей по национальности Надлер умер в трудовом концлагере в мае 1944 года.

## Достижения
- Чемпион Венгрии: 1919-20, 1920-21, 1921-22, 1922-23, 1923-24, 1924-25, 1928-29
- Серебряный призёр Чемпионата Венгрии: 1925-26, 1927-28
- Обладатель Кубка Венгрии: 1923, 1925

## Ссылка
- Матчи за сборную  (англ.),  (рус.)
- Профиль на magyarfutball.hu  (венг.),  (англ.)
- Статистика выступлений в чемпионате Венгрии  (венг.)
- Заметка на tempofradi.hu  (венг.)
- Профиль на mla.hu  (венг.)